# Cantó d'Essiduelh
El cantó d'Essiduelh és un cantó francès del departament de la Dordonya, situat al districte de Perigús. Té 14 municipis i el cap és Eissiduelh.

## Municipis
- Anlhac
- Clarmont d'Eissiduelh
- Eissiduelh
- Janiç
- Preissac d'Eissiduelh
- Sent Trían
- Sent Gèrman daus Prats
- Sent Jòri las Blos
- Sent Marçau d'Aubareda
- Sent Medard d'Eissiduelh
- Sent Maimin
- Sent Pantali d'Eissiduelh
- Sent Rafeu
- Salanhac

## Història
| Data d'elecció                           | Identitat    | Partit | Qualitat |
| ---------------------------------------- | ------------ | ------ | -------- |
| 1988-2008                                | Henri Faure  | PCF    |          |
| 2008-                                    | Rémy Bernier | PS     |          |
| les dades anteriors no són pas conegudes |              |        |          |
|                                          |              |        |          |

## Demografia
| 1962  | 1968  | 1975  | 1982  | 1990  | 1999  | 2006  |
| ----- | ----- | ----- | ----- | ----- | ----- | ----- |
| 7.289 | 6.951 | 6.788 | 6.271 | 5.945 | 5.683 | 5.893 |